# Doryopteris angelica
Doryopteris angelica är en kantbräkenväxtart som beskrevs av K. Wood och W. H. Wagner. Doryopteris angelica ingår i släktet Doryopteris och familjen Pteridaceae. Inga underarter finns listade.

## Bildgalleri

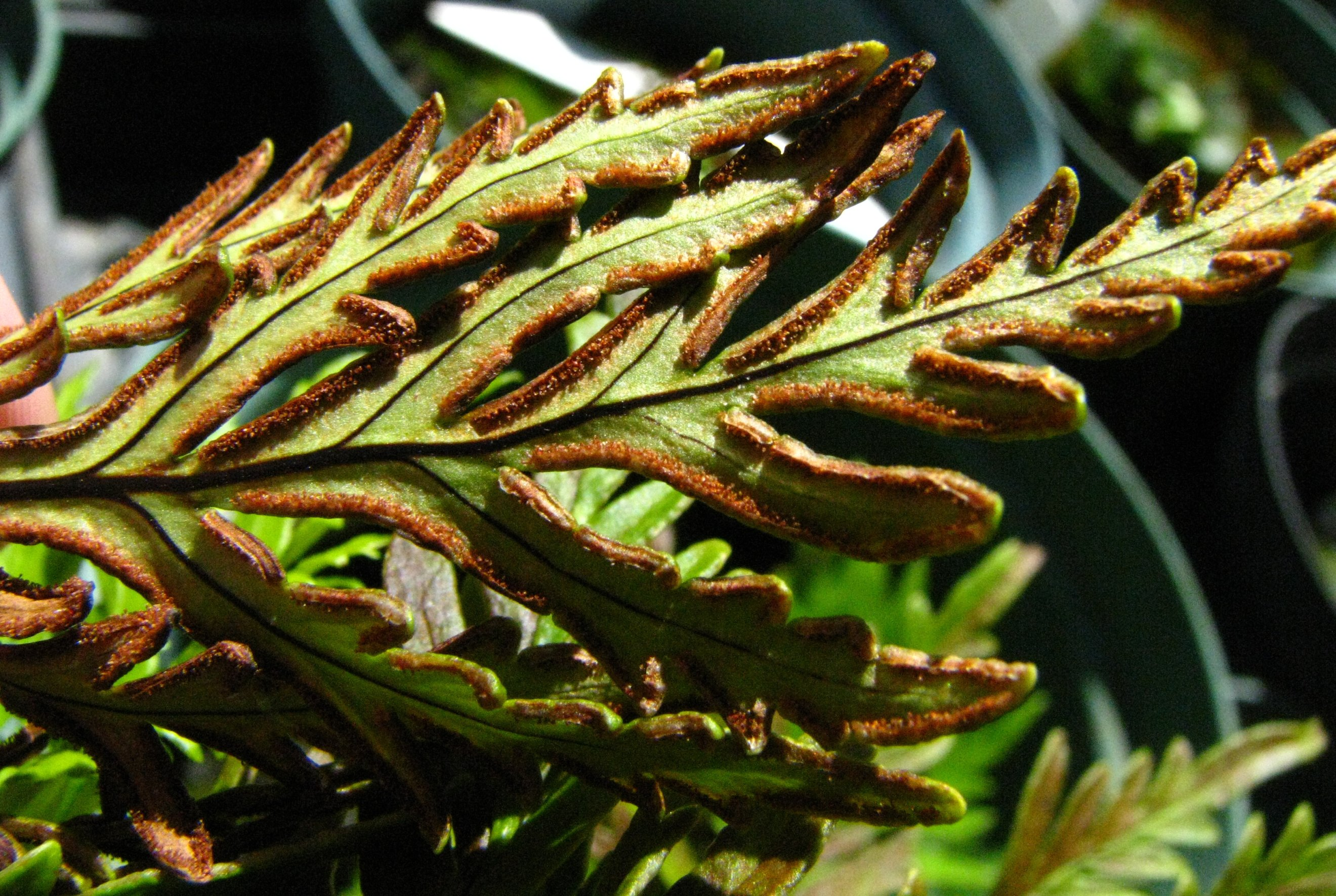